# Dido and Æneas
Didon et Énée
Pour les articles homonymes, voir Didon (homonymie) et Dido (homonymie).
Personnages
- Didon (ou Elissa), reine de Carthage  (mezzo-soprano ou soprano)
- Bélinda, sa confidente (soprano)
- Énée, prince troyen (baryton léger ou ténor)
- Sorceress (mezzo-soprano ou contre-ténor)
- Première et deuxième sorcières, ses servantes (contre-ténor ou soprano)
- Un marin (ténor)
- Esprit (ténor ou soprano)
- Chœur des sujets de la cour, des sorcières et des marins

Airs
- « Ah Belinda »
- « Oft she visits »
- « Your counsel, all is urg'd in vain » (récitatif)
- « When I am laid in earth »

Dido and Æneas Z. 626 (Didon et Énée en français) est un opéra baroque en trois actes écrit au printemps 1689 par le compositeur anglais Henry Purcell, sur un livret de Nahum Tate.
D'une durée d'une heure environ, l'opéra est représenté pour la première fois en 1689 à la Boarding School for Girls, à Chelsea, un quartier de Londres. Purcell joue lui-même du clavecin et les élèves du pensionnat exécutent les danses que le compositeur a ajoutées à l'opéra.
C'est la seule œuvre de Henry Purcell réellement considérée comme un opéra baroque, les autres (dont The Fairy Queen et King Arthur) étant plutôt des semi-opéras ou des masques, du fait de la présence de textes parlés. Par la forme, Didon et Énée s'apparente au Vénus et Adonis de John Blow, le maître de Purcell, bien introduit à la cour de Charles II d'Angleterre. Pour cette raison, les musicologues pensent que Didon et Énée fut composé pour le roi, mais jamais représenté devant lui du fait de sa mort précoce en 1695.
L'œuvre fait écho à la tradition virgilienne de l'Énéide, dont elle reprend librement le chant IV.
Didon et Énée est considéré comme un chef-d'œuvre de la musique baroque.

## Argument

### Acte I
- À Carthage (palais de la reine Didon)

Bélinda, confidente de la reine Didon, l'exhorte à retrouver le sourire (aria Shake the cloud from off your brow). En effet cette dernière est accablée, car elle aime en secret Énée, prince de Troie, et ne peut avouer son tourment, craignant de décevoir son peuple (aria Ah Belinda I am prest with torment).
Bélinda suggère alors à Didon d'épouser Énée, ce dernier n'étant pas insensible à ses charmes, d'autant plus qu'une telle alliance assurerait la prospérité et la paix pour l'empire.
Les courtisans reprennent en chœur les propos de Bélinda, et Didon, comblée, accepte la proposition d'Énée et succombe à l'amour.

### Acte II
- Scène 1 : Dans une caverne

La Magicienne, reine des sorcières, lance un appel à ses sujets, êtres malfaisants, afin d'élaborer un plan pour faire tomber Didon. Elle décide de faire passer un de ses sujets pour Mercure, l'envoyé des Dieux, afin qu'Énée quitte Didon pour aller accomplir sa destinée, bâtir une nouvelle cité en Italie. Les sorcières se réjouissent de ce plan machiavélique (duo But 'ere we this perform).
- Scène 2 : Dans une forêt

Didon, Énée et leur cour se promènent et vantent les beautés de la nature environnante jusqu'au moment où un orage éclate, créé par les maléfiques sorcières. Tous se dépêchent de rentrer au château. Énée, resté seul, voit apparaître le leurre de la Magicienne qui le presse de quitter Carthage. Il est alors tiraillé entre son amour pour Didon et l'ordre divin.

### Acte III
- Le port de Carthage

Les marins préparent le départ (Come away fellow sailors !). Énée annonce à Didon qu'il doit la quitter par devoir. Elle le rejette, il décide alors de braver la colère des dieux pour rester avec elle. Outrée qu'il ait songé à la quitter ("'For it is enough, whatever you now decree / That you had once a thought of leaving me"), elle le repousse à nouveau et lui ordonne de s'en aller. Une fois Énée parti, elle se donne la mort dans le poignant lamento When I am laid in earth, où elle demande à Bélinda de se souvenir d'elle mais d'oublier son destin (« Remember me, but ah! forget my fate. »).

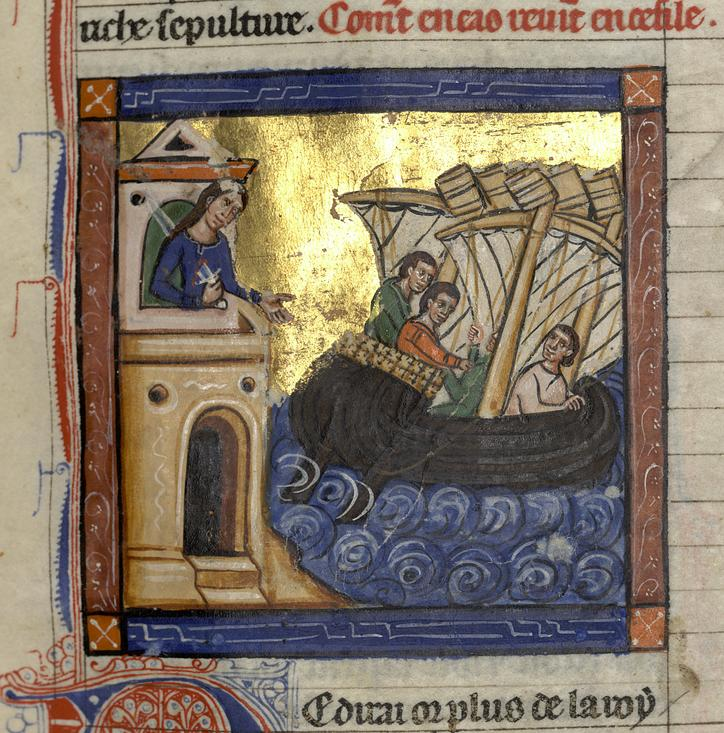
Le suicide de Didon, miniature sur manuscrit de "L'Histoire ancienne jusqu'à César" par Saint-Jean-d’Acre, 1260-1270. Bibliothèque municipale de Dijon.

## Différences avec le modèle de Virgile
L'opéra comporte plusieurs différences par rapport au récit que fait Virgile des amours de Didon et Énée dans le chant IV de l'Énéide.
- Dans Virgile, Didon confie son tourment amoureux à sa sœur Anne dans une réplique devenue célèbre : Anna soror.... Dans l'opéra, elle se confie à Bélinda, dont le texte ne mentionne pas qu'elle soit sa sœur.
- Dans l'opéra, c'est Énée qui déclare son amour le premier, allant jusqu'à dire qu'il est prêt à défier sa destinée pour Didon. Dans l'Énéide, Virgile évoque à peine les sentiments d'Énée, sauf lorsque celui-ci se défend devant les reproches de Didon au moment où il s'apprête à la quitter. Certaines interprétations du texte de Virgile mettent en doute les sentiments d'Énée pour Didon.
- Dans l'Énéide, pendant une partie de chasse, Junon déclenche un orage qui oblige Didon et Énée à se réfugier dans une grotte où ils connaîtront leur première union charnelle. Dans l'opéra, l'orage est déclenché par des sorcières, et il sert uniquement à gâcher la partie de chasse et à obliger tout le monde à rentrer tout en isolant Énée pour lui délivrer le message qu'il doit partir. Outre le rappel de l'univers shakespearien (on pense aux sorcières de Macbeth), la prédilection pour les rôles féminins dans l'ensemble de l'œuvre s'explique sans doute par le fait que l'opéra a été composé pour un pensionnat de jeunes filles.
- Dans l'Énéide, c'est Jupiter qui envoie Mercure à Énée pour lui rappeler son devoir. Dans l'opéra, ce sont les sorcières qui envoient un « esprit » se faisant passer pour le messager de Jupiter.
- Dans l'opéra, lorsque Didon reproche à Énée d'avoir décidé de partir, celui-ci change d'idée et annonce qu'il défiera l'arrêt de Jupiter. Didon le lui interdit et le chasse, affirmant que c'est déjà trop qu'il ait seulement songé à partir. Dans l'Énéide, Énée proteste de son amour mais affirme qu'il ne peut se dérober aux décrets des dieux et n'envisage pas de rester à Carthage.

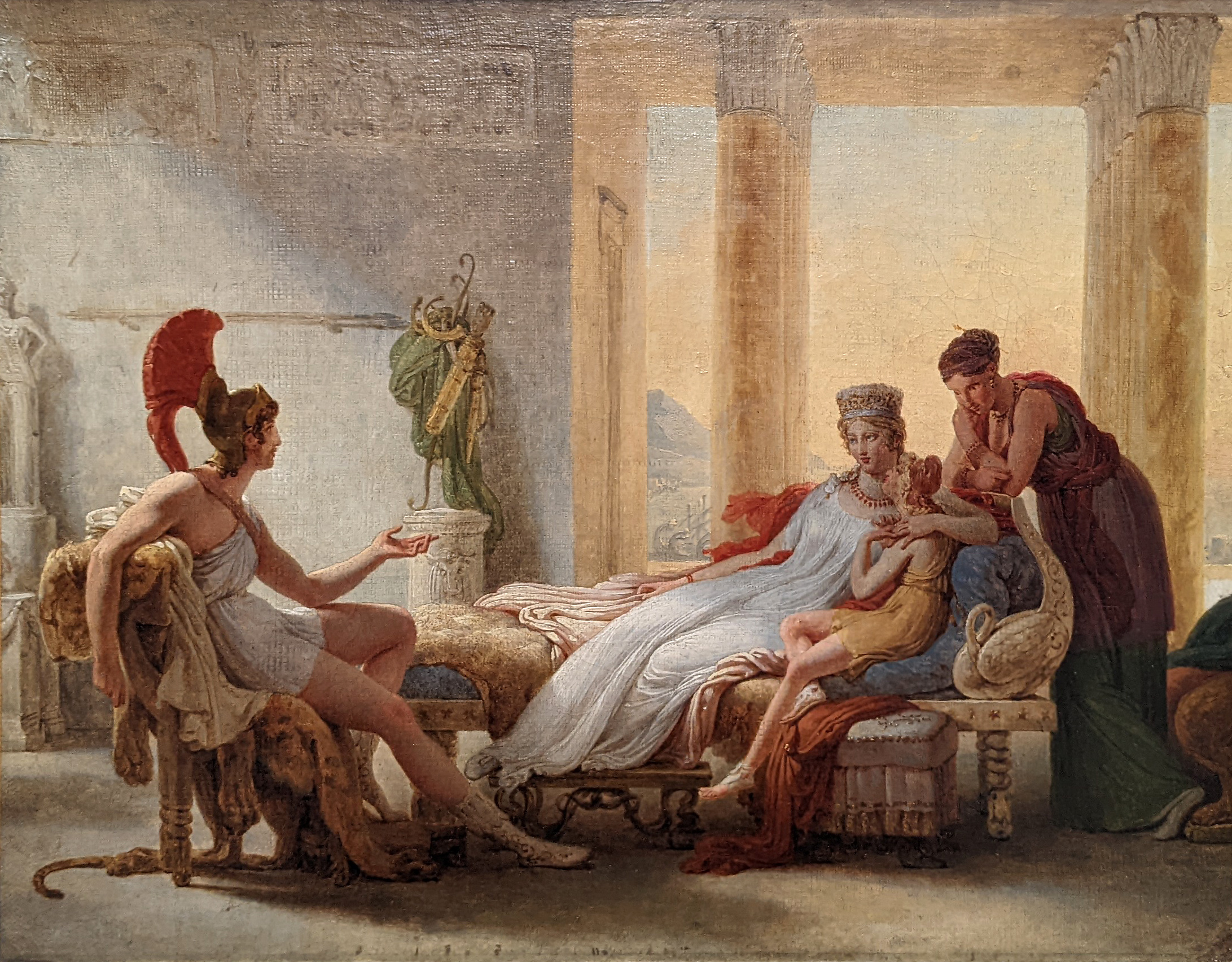
Pierre-Narcisse Guérin, Énée et Didon, 1810, huile sur toile, musée du Louvre.

## Partition
On ne connaît pas la partition originale. Ce n'est qu'au milieu du XVIIIe siècle que furent collectées et copiées les plus anciennes partitions existantes de l'œuvre, comportant quelques variantes tant sur le texte que sur la musique.
La partition a été écrite pour un orchestre à cordes comprenant violons I, violons II, alti et une basse continue dont le chiffrage est réalisé par un clavier (aussi bien le clavecin que l'orgue). L'accent est évidemment mis sur les parties vocales, doublées la plupart du temps par les instruments.
L'ouverture à la française commence, comme chez Lully, par un épisode au tempo assez lent (Adagio), dont le rythme pointé présente un certain aspect de solennité, avant d'aboutir à la seconde période, jouée Allegro, à l'écriture fuguée (qui présente donc des entrées successives du thème, en imitation, aux différentes parties instrumentales de l'orchestre, empruntant ainsi quelques éléments à la fugue). Cette ouverture s'enchaîne directement avec le premier air de solo, Shake the cloud, chanté par Bélinda. Dès cette ouverture, on remarque l'usage, par Purcell, du chromatisme à visée dramatique.
Les épisodes, typiquement anglais, où les sorcières interviennent sont réellement remarquables : chantés de façon « réaliste » ou uniquement vocalisés (un peu à la manière du « chœur des trembleurs » d’Isis de Lully), ils donnent à l'œuvre un aspect comique aussi bien qu'un véritable ressort dramatique, loin d'une certaine image préétablie que l'on pourrait avoir aujourd'hui de l'art musical baroque ou classique. Le chant traditionnel anglais et ses rythmes caractéristiques sont d'ailleurs présents, tout comme dans King Arthur, autre partition très connue du même compositeur. Ils apportent une réelle fraîcheur à l'ensemble.
Malgré une écriture assez dépouillée, l'intensité dramatique est bel et bien présente, notamment dans les airs de solistes Ah Belinda, Oft she visits, Your counsel, all is urg'd in vain (récitatif) et enfin When I am laid in Earth.
Ce dernier air de solo, celui de la Mort de Didon, est universellement connu. Il associe un ostinato chromatique descendant, à la basse continue, avec le déroulement libre de la partie vocale (qui peut à l'occasion être lui aussi empreint de chromatisme). L'auteur combine ici deux parties, instrumentale et vocale, dont l'une est contrainte et l'autre directement liée à la déclamation. Ce procédé est, à cette époque, une manifestation assez fréquente d'un principe plus général de composition, l'écriture contrapuntique née de la polyphonie linéaire, qui s'était développée tout au long du Moyen Âge et de la Renaissance et qui continua à évoluer, jusqu'à aujourd'hui.

## Plan
- 1. Overture

### Acte I
- 2. a. Aria : Shake the cloud from off your brow
- 2. b. Chorus : Banish sorrow, banish care
- 3. Aria and Ritornello : Ah! Belinda, I am prest with torment
- 4. Duet : Grief increases by concealing
- 5. Chorus : When monarchs unite
- 6. Trio : Whence could so much virtue spring?
- 7. Duet and Chorus (duo et chœur) : Fear no danger
- 8. Trio : See, your royal guest appears
- 9. Chorus, Cupid only throws the dart
- 10. Aria : If not for mine
- 11. Prelude and Aria : Pursue thy conquest, love
- 12. Chorus : To the hills and the vales

### Acte II
- 14. Prelude and Aria : Wayward sisters
- 15. Chorus : Harm's our delight
- 16. Aria : The queen of Carthage, whom we hate
- 17 - 20. Chorus and Dialogue : Ho ho ho!
- 21. Chorus : In our deep vaulted cell
- 22. Echo dance of the furies
- 23. Ritornello
- 24. a - b. Aria and Chorus : Thanks to these lonesome vales
- 24. c. Dance - Gittar ground (Ostinato de guitare)
- 25. a. Aria : Oft she visits this lone mountain
- 25. b. Ritornello : A Dance to entertain Aeneas by Dido's Women (Danse des suivantes de Didon pour divertir Énée)
- 26. Aria : Behold, upon my bended spear
- 27. Aria and Chorus : Haste, haste to town
- 28. Duet : Stay, Prince

### Acte III
- 29. Prelude and Aria : Come away, fellow sailors
- 30. Dance - The sailor's dance (Danse des marins)
- 31. Trio : See the flags and the streamers curling
- 32. Aria : Our next motion
- 33. Chorus : Destruction's our delight
- 34. Dance - The witches' dance (Danse des sorcières)
- 35. a. Aria : Your counsel all is urg'd in vain
- 35. b. Trio : See, madam where the Prince appears
- 36. Chorus : Great minds against themselves conspire
- 37. Aria : Thy hand Belinda, darkness shades me
- 38. Ground, Aria and Ritornello (air sur un ostinato de la basse continue) : When I am laid in earth
- 39. Chorus : With drooping wings
- 40. Epilogue : All that we know the angels do above

## Au concert (y compris radiodiffusé)
- Le 6 septembre 1995, Dido and Aeneas a été donné au Royal Albert Hall dans le cadre des Proms 59, avec une retransmission à la BBC . Avec Brett Polegato (en) (Aeneas), Linda Maguire (en) (Dido), Jacques François Loiseleur des Longchamps (Sorceress), Benjamin Butterfield (Sailor), Shari Saunders (Belinda), Meredith Hall (First Witch), Laura Pudwell (Spirit), Orchestre : Les Musiciens du Louvre, direction : Marc Minkowski[3].

- En février 2025 Didon et Énée a été donné au Grand Théâtre de Genève pendant cinq jours[4], dans une mise en scène de la compagnie belge de danse et de théâtre Peeping Tom[5]. Didon était interprétée par la mezzo-soprano Marie-Claude Chappuis et la Première sorcière par la soprano Yuliia Zasimova[6], les lumières étant de Giacomo Gorini[7].
- Le 9 avril 2025, Dido and Aeneas a été donné au Palais des Beaux-Arts de Bruxelles par le Poème Harmonique, dirigé par Vincent Dumestre, avec Adèle Charvet (Dido, mezzo-soprano) Jean-Christophe Lanièce (Aeneas, bariton), Ana Quintans (Belinda, soprano).

## Discographie
- Raymond Leppard - English Chamber Orchestra & Choir, avec Tatiana Troyanos, Felicity Palmer, Richard Stilwell, LP Erato, 1978 ; réédition CD Apex, 2001
- Raymond Leppard - English Chamber Orchestra, avec Jessye Norman, Marie McLaughlin, Thomas Allen, Patricia Kern, Philips, 1985
- Trevor Pinnock - The English Concert & Choir, avec Anne Sofie Von Otter, Stephen Varcoe, Lynne Dawson, Nigel Rogers, Archiv Produktion, 1989
- Cristopher Hogwood, The Academy of Ancient Music, avec Catherine Bott , Emma Kirkby , John Mark Ainsley et David Thomas, Decca- Éditions de l'oiseau-lyre, 1994-2005. Sur instruments d'époque.
- Hervé Niquet - Le Concert spirituel , Glossa, 2001
- René Jacobs - Orchestra of the Age of Enlightenment, avec Lynne Dawson, Gerald Finley, Rosemary Joshua, Dominique Visse, Harmonia mundi, 2001
- Emmanuelle Haïm - Le Concert d'Astrée , avec Susan Graham , Ian Bostridge , Camilla Tilling, Felicity Palmer, David Daniels , Virgin Classics, 2003
- Leonardo García Alarcón - La Nouvelle Ménestrandie & Cappella Mediterranea, Leonardo García Alarcón Ambronay - AMY022, 2010.

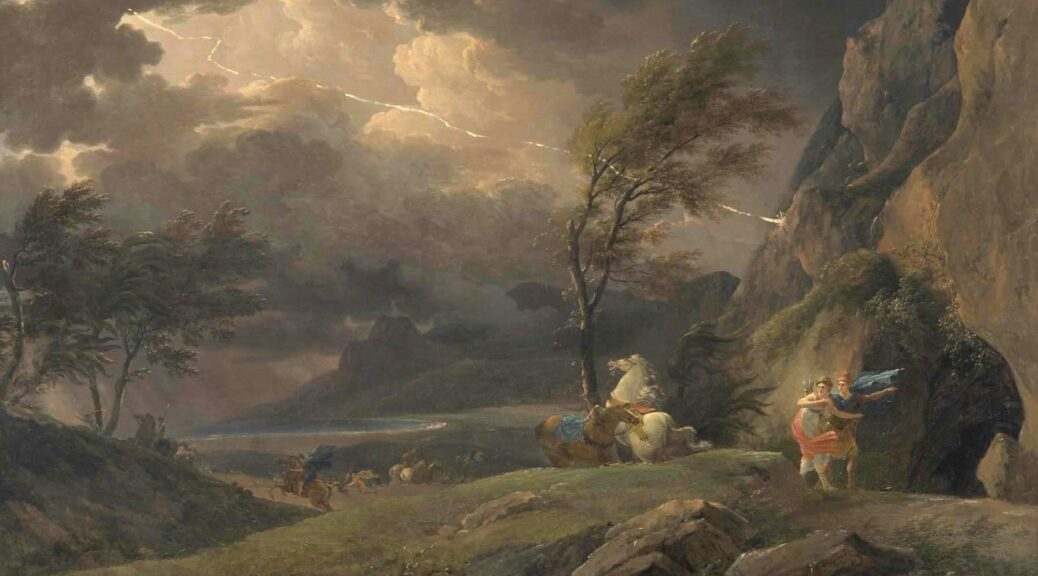
Didon et Énée fuyant l'orage, Pierre-Henri de Valenciennes, 1792.

## Au cinéma et à la télévision
2017 : La rumeur de l'eau de Taïeb Louhichi. — Retour d'un exilé tourmenté par son passé amoureux et de militant politique. Le metteur en scène revient pour reprendre son projet d'opéra de Didon et Enée qu'il avait dû abandonner 25 ans auparavant. C'est aussi une chronique de la vie quotidienne et du lieu du nouvel opéra, Sidi Bou Said, après la révolution tunisienne,/ Sauf indication contraire, les informations mentionnées dans cette section peuvent être confirmées par le générique de fin de l'œuvre audiovisuelle présentée ici, ainsi que par la base de données cinématographiques IMDb,  présente dans la section « Liens externes ».
- 1964 : Fleur pâle de Masahiro Shinoda : When I am laid illustre le meurtre final du film.
- 2002 : Embrassez qui vous voudrez de Michel Blanc. — When I am laid (bande originale).
- 2020 : Killing Eve, Saison 3 Episode 6, End of Game : Mention de la tristesse de la mort de Didon dans l'opéra par Carolyn Martens et When I am laid peut y être entendu à deux reprises partiellement au cours de l'épisode.